# Turkisk angora
Angorakatten, eller turkisk angora, är en kattras med semilånghårig päls och en slank kropp.

## Utseende
Rasen är godkänd i alla färger och mönster, utom choklad, lila, kanel och siamesmaskat. Den mest förekommande färgvarianten som man vanligen förknippar med angora är vit. Pälsen på en angora ligger slät mot kroppen, utom vid kragen och på svansen som har yvig päls.

## Temperament
Turkisk angora brukar beskrivas som en alert, ”pratsam”, lekfull, intelligent och envis katt, med en egen vilja. Den är lättlärd och vill ofta vara i centrum för allas uppmärksamhet. Angoran är mycket lik den närbesläktade rasen turkisk van till sättet.

## Historia
Angoran är en mycket gammal kattras som har sitt ursprung i Turkiet. ("Angora" kommer av det grekiska namnet på staden Ankara.) Det är den kattras vars ursprung man kan spåra längst tillbaka i tiden, och man tror att de moderna långhårsraserna har fått sitt hårlag från angoran. Den importerades troligen till Europa under 1500- eller 1600-talen. Under lång tid skilde man sällan på angorakatten och perserkatten, och det händer att dessa än idag ibland blandas ihop. Andra raser som kan förknippas med angorakatten är orientaliskt långhår och balines, som är långhåriga varianter av siames och orientaliskt korthår. Detta beror troligen på att man i vissa länder har kallat orientaliskt långhår för angora, medan angoran kallats för turkisk angora. Trots att rasen är så gammal godkändes den inte av FIFe förrän år 1982.